# Port lotniczy Puerto Aisén
Port lotniczy Puerto Aisén – port lotniczy zlokalizowany w chilijskim mieście Puerto Aisén.